# Axiothea (conodonte)
Pour les articles homonymes, voir Axiothea.
Genre
Axiothea est un genre fossile de conodontes.

## Présentation
Des fossiles ont été trouvés à Katsuyama (Section UF) et à Inuyama (section Kb1), dans des formations datant du Trias, au  Japon.
Au niveau du site d'Inuyama au Japon, le dernier représentant des conodontes est Axiothea posthernsteini (Kozur & Mock) Fahraeus & Ryley, 1989, datant de la toute fin du Trias, ou du tout début du Jurassique.
On en a aussi trouvé dans la formation de Mamónia, datant du Trias supérieur, à Chypre.

## Description
Le genre parent, Misikella Kozur and Mock, 1974, est considéré comme celui possédant un appareil à quatre éléments, dans lequel une seule espèce, Misikella longidentata, est conservée.
Le genre Axiothea a été créé pour classer les autres spécimens à appareil à deux éléments.

## Espèces
- †Axiothea posthernsteini (Kozur & Mock) Fahraeus & Ryley, 1989